# East Wittering (parish)
East Wittering är en parish i Chichester, Storbritannien. Den ligger i grevskapet West Sussex och riksdelen England, i den södra delen av landet, 100 km sydväst om huvudstaden London. Det inkluderar Bracklesham och East Wittering. Parish har 4 658 invånare (2011).